# Ріпки (Звенигородський район)
Рі́пки — село в Україні, в Виноградській сільській громаді Звенигородського району Черкаської області. У селі мешкає 424 людей. Назване на честь козака Ріпки, який закохався у дівчину, що мешкала у цьому поселенні. Після чого вирішив залишитися тут жити. У селі діє Ріпківська ЗОШ I−II ступенів, є 3 магазини, у середу базар, є бібліотека, медичний пункт, церква.

## Населення
Згідно з переписом УРСР 1989 року чисельність наявного населення села становила 733 особи, з яких 310 чоловіків та 423 жінки.
За переписом населення України 2001 року в селі мешкало 587 осіб.Чисельність населення станом на 01.01.2019 досягає 424 особи.

### Мова
Розподіл населення за рідною мовою за даними перепису 2001 року:
| Мова       | Відсоток |
| ---------- | -------- |
| українська | 98,48 %  |
| російська  | 1,52 %   |